# فريدي ستيل (لاعب كرة قدم)
فريدي ستيل (بالإنجليزية: Freddie Steele)‏ (6 مايو 1916 في المملكة المتحدة - 23 أبريل 1976 في المملكة المتحدة) هو مدرب كرة قدم ولاعب كرة قدم بريطاني (وحمل سابقاً جنسية المملكة المتحدة لبريطانيا العظمى وأيرلندا) في مركز الهجوم. شارك مع منتخب إنجلترا لكرة القدم. أما مع النوادي، فقد لعب مع بورت فايل وستوك سيتي ونادي نورثامبتون تاون ونادي مانسفيلد تاون ونادي برادفورد بارك أفنيو.

## وصلات خارجية
- فريدي ستيل على موقع قاعدة بيانات كرة القدم.إي يو (الإنجليزية)
- فريدي ستيل على موقع ناشيونال فوتبول تيمز (الإنجليزية)
- فريدي ستيل على موقع Soccerbase.com (مدرب) (الإنجليزية)